# Kachol Lavan (Partei)
Kachol Lavan Chosen LeJisra’el (hebräisch כחול לבן חוסן לישראל, deutsch: Blau und Weiß – Widerstandskraft für Israel) ist eine liberal-konservative politische Partei in Israel. Die Partei wurde am 27. Dezember 2018 unter dem Namen Chosen LeJisra’el gegründet. Der Vorsitzende der Partei ist Benny Gantz. Von 2022 bis zu dessen Auflösung 2025 war sie Teil des Bündnisses HaMahane HaMamlachti („Staatslager“).

## Geschichte
Die Partei plante ursprünglich, bei der vorgezogenen Wahl zur 21. Knesset am 9. April 2019 mit Gantz auf Listenplatz eins und Mosche Jaalon auf Listenplatz zwei anzutreten. Ende Januar 2019 lag die Partei in Wahlumfragen auf dem zweiten Platz hinter dem Likud unter der Führung von Ministerpräsident Benjamin Netanjahu.
Am 21. Februar 2019 kündigten Gantz und Jair Lapid (Jesch Atid) die Bildung einer gemeinsamen Wahlliste ihrer Parteien unter dem Namen Kachol Lavan („Blau Weiß“) an. Im Falle eines Wahlsiegs wollten sie sich als Ministerpräsidenten abwechseln. Für das Wahlbündnis traten, neben Jaalon und Gabi Aschkenasi, der ehemalige Sozialminister Meir Cohen sowie Avi Nissenkorn, ehemaliger Vorsitzender des Gewerkschaftsdachverbandes Histadrut, auf vorderen Listenplätzen an.
Bei der erneut vorgezogenen Neuwahl im März 2020 konnte das Bündnis Blau-Weiß leicht an Stimmen zulegen und erhielt erneut 33 Sitze. Der Likud des geschäftsführenden Ministerpräsidenten Netanjahu gewann unterdessen vier Sitze hinzu und wurde – vor Blau-Weiß – stärkste Kraft. Nach der Wahl versuchte Gantz zunächst eine Regierung unter seiner Führung ohne den Likud zu bilden. Dann einigte er sich aber – vor dem Hintergrund der COVID-19-Pandemie – mit Netanjahu auf die Bildung einer Einheitsregierung. Dadurch zerbrach das Bündnis Blau-Weiß, da die Partner Jesch Atid und Telem eine Koalition mit dem Likud ablehnten. Die Fraktion, in der die zwölf Abgeordneten der Partei Chosen LeJisra’el verblieben, behielt aber den Namen „Blau-Weiß“. In dem im Mai 2020 ernannten Kabinett Netanjahu V stellte „Blau-Weiß“ bzw. Chosen LeJisra’el 12 der 28 Minister, darunter Benny Gantz als Verteidigungsminister. Auch die erste Ministerin äthiopischer Herkunft in der Geschichte Israels, Pnina Tamano-Schata, war ein Mitglied von „Blau-Weiß“. Nach dem „israelischen Modell“ sollte Gantz Netanjahu nach der Hälfte der Amtszeit an der Regierungsspitze ablösen.
Dazu kam es aber nicht, da die Regierung schon im Dezember 2020 wieder zerbrach und im März 2021 neu gewählt wurde. Dabei benutzte die Liste der Partei Chosen LeJisra’el weiterhin den Namen „Blau-Weiß“. Sie kam aber nur noch auf 6,6 Prozent der Stimmen und acht Sitze. Die Knesstefraktion trug weiterhin nicht den Namen der zugehörigen Partei, sondern „Blau-Weiß“. Sie beteiligte sich an der Bildung der Regierung Bennett-Lapid, einer heterogenen Koalition von Parteien der Linken, der Mitte und der Rechten, deren Ziel es war, Netanjahu von der Regierungsspitze zu verdrängen. In diesem Kabinett war Chosen LeJisra’el bzw. „Blau-Weiß“ mit vier Ministern vertreten, darunter Benny Gantz als stellvertretender Ministerpräsident und Verteidigungsminister. Auch diese Regierung scheiterte vorzeitig.
Im Vorfeld der Neuwahlen im November 2022 schloss „Blau-Weiß“ (alias Chosen LeJisra’el) ein neues Bündnis mit der rechten Partei Tikwa Chadascha („Neue Hoffnung“) unter Gideon Sa’ar sowie dem ehemaligen Generalstabschef Gadi Eizenkot. Dieses Wahlbündnis trat unter der Bezeichnung HaMahane HaMamlachti („Staatslager“) an und erhielt 12 Sitze, von denen sechs an bisherige Mitglieder von „Blau-Weiß“ bzw. Chosen LeJisra’el gingen. Das Bündnis war zunächst in Opposition gegen Netanjahus sechste Regierung. Am 28. August 2023 benannte sich die Partei Chosen LeJisra’el, die schon lange in ihrem öffentlichen Auftritt stets als „Blau-Weiß“ firmiert hatte, dann auch amtlich in Kachol Lavan Chosen LeJisra’el („Blau und Weiß – Widerstandskraft für Israel“) um. Nach dem Terrorangriff der Hamas auf Israel am 7. Oktober 2023 und dem Beginn des Isral-Hamas-Krieges im Gazastreifen trat das „Staatslager“ mit fünf Ministern ohne Geschäftsbereich (davon zwei Mitglieder von „Blau-Weiß“) in die Regierung ein. Die Partei „Neue Hoffnung“ verließ im März 2024 das „Staatslager“ und schied auch aus der Regierung aus. Die Fraktion „Staatslager“ besteht seither nur noch aus sechs Parteimitgliedern von „Blau-Weiß“ und zwei parteilosen Abgeordneten.
Am 18. Juli 2024 stimmten die Abgeordneten des „Staatslagers“ in der Knesset für eine Resolution der rechten Partei Tikwa Chadascha gegen die Anerkennung Palästinas, d. h. gegen eine Zweistaatenlösung. In der Resolution heißt es: „Ein palästinensischer Staat würde eine existenzielle Bedrohung für den Staat Israel und seine Bürger darstellen.“